# NGC 5862
NGC 5862 é uma galáxia  localizada na direcção da constelação de Draco. Possui uma declinação de +55° 34' 28" e uma ascensão recta de 15 horas, 06 minutos e 03,2 segundos.
A galáxia NGC 5862 foi descoberta em 11 de Junho de 1885 por Lewis A. Swift.